# Hag Pike
Der Hag Pike (englisch für Baumstumpfspieß) ist eine 710 m hohe und markante Felssäule an Fallières-Küste des Grahamlands auf der Antarktischen Halbinsel. Sie ragt auf der Nordseite des Wordie-Schelfeises auf. Gemeinsam mit den sich nach Norden anschließenden Bergen begrenzt sie die Westseite der Mündung des Hariot-Gletschers.
Teilnehmer der British Graham Land Expedition (1934–1937) unter der Leitung des australischen Polarforschers John Rymill fotografierten sie 1937 aus der Luft. Weitere Luftaufnahmen entstanden bei der US-amerikanischen Ronne Antarctic Research Expedition (1947–1948). Der Falklands Islands Dependencies Survey nahm zwischen 1948 und 1950 sowie nochmals 1958 Vermessungen vor. Das UK Antarctic Place-Names Committee verlieh der Felssäule am 31. August 1962 ihren deskriptiven Namen.